# コマンダンテ・メダリエ・ドロ級駆逐艦
コマンダンテ・メダリエ・ドロ級駆逐艦とは、イタリア王立海軍が計画した駆逐艦のこと。24隻が発注されたが、1943年にイタリア王国が連合国に無条件降伏したため、全て建造中、あるいは起工前に中止された。竣工した艦はなかった。

## 概要
ソルダティ級駆逐艦に引き続いて、2,000t級駆逐艦として1942年度計画で着工された。イタリア軍の劣勢の中、9隻はなんとか起工したものの、他の15隻は未起工のまま計画は中止され船台上の全艦が解体廃棄された。なお、竣工時からグフォ(Gufo)式レーダーを装備し、前部方位盤の上部にEC-3ter型アンテナを据える予定であった。

## 同型艦
- 起工9隻
- 未起工15隻